# Németh Gyula (labdarúgó, 1924)
Németh Gyula (Budapest, 1924. március 8. – Budapest, 1992. december 14.) labdarúgó, kapus, sportújságíró, labdarúgóedző.

## Pályafutása

### Játékosként
1940-ben kezdte a labdarúgást az Elektromos csapatában, majd a Budapesti TK együttesében szerepelt. A második világháború után a Zuglói MADISZ csapatában védett. 1947-ben az Elektromosban fejezte be az aktív labdarúgást.

### Edzőként
1959 és 1970 között a BKV Előre, 1971 és 1973 között a Dunájvárosi Kohász vezetőedzőjeként dolgozott. 1988 és 1991 között a BKV Előre szaktanácsadója volt.

### Újságíróként

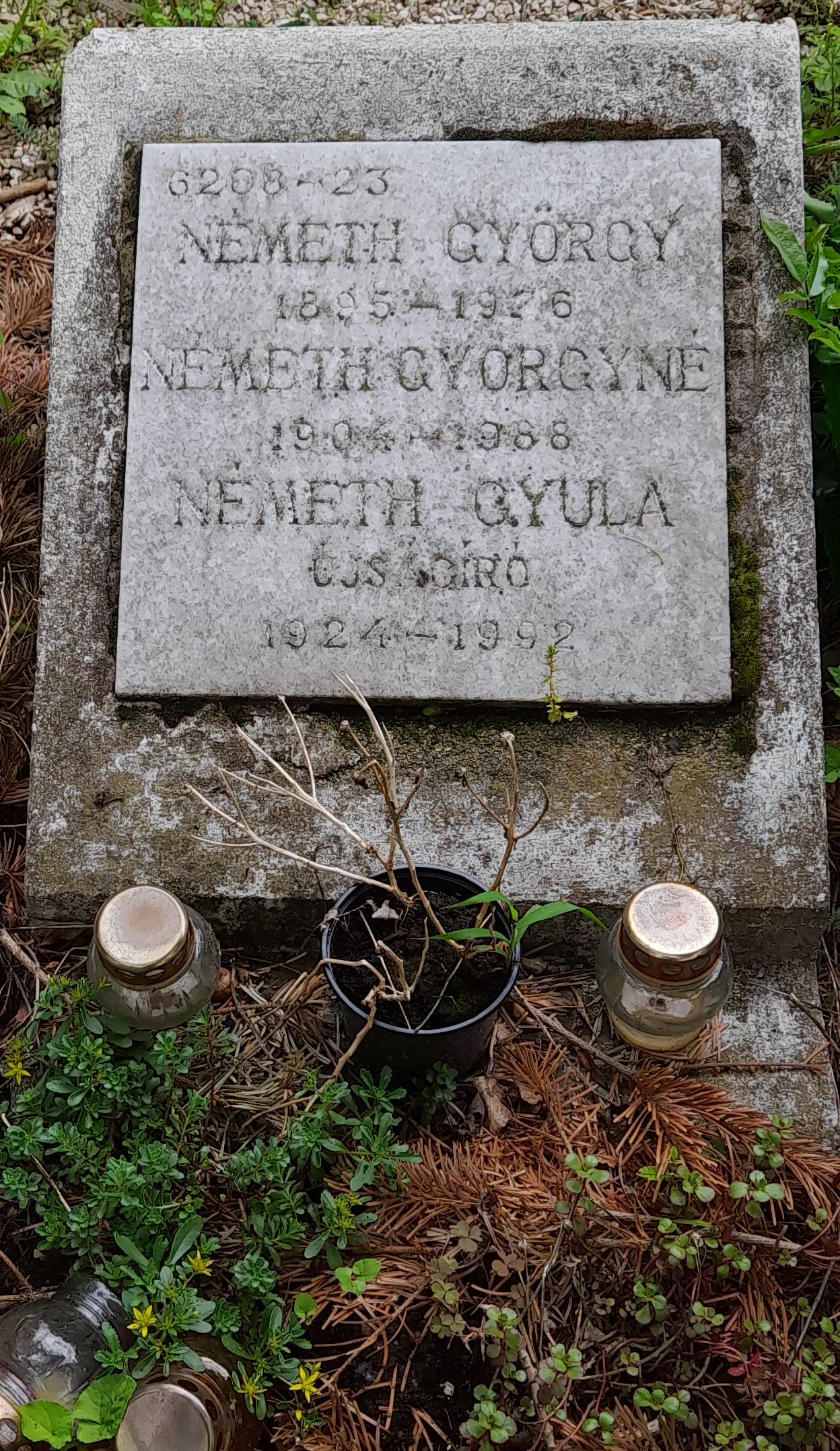
Sírja a budapesti Megyeri temetőben, 2024-ben

1949 július 1-jétől a Népsport munkatársa, majd a labdarúgórovat vezetőhelyettese volt. 1977 és 1987 között a rovat vezetőjeként dolgozott. 1987-ben nyugdíjazták. 1988 és 1991 között a Foci, 1991 és 1992 között a Sport Plusz Foci munkatára és a Kispad szerkesztője volt.
Fia, Németh Gábor 1994-ben hozott létre alapítványt, édesapja emlékére. A Németh Gyula-díjat évente egy alkalommal adja át a Magyar Sportújságírók Szövetsége, minden év március 15-én a Magyar Sajtó Napján, annak a pályája elején járó sportújságírónak, aki munkájával ezt kiérdemelte az alapítvány öttagú kuratóriuma szerint.